# کوه انچانتمنت
کوه انچانتمنت (به انگلیسی: Enchantment Peak) یک کوه در ایالات متحده آمریکا است که در واشینگتن واقع شده‌است. کوه انچانتمنت  ۲٬۵۹۶٫۹۳ متر بالاتر از سطح دریا واقع شده‌است.